# Tin Jedvaj
Tin Jedvaj (Zágráb, 1995. november 28. –) világbajnoki ezüstérmes horvát labdarúgó, jelenleg az orosz első osztályban szereplő Lokomotiv Moszkva és a horvát válogatott hátvédje.

## Klub karrierje

### Ifjúsági csapatok
Jedvaj 1995 őszén született Horvátország fővárosában, Zágrábban. Apja Zdenko Jedvaj, 2000-ben horvát / bosnyák labdarúgó. Tin gyermekkora óta futballozik, tízévesen az Európa-szinten elismert Dinamo Zagreb akadémiájára került. Az utánpótláscsapatoknál nyolc évet töltött.

### Dinamo Zagreb
2013 januárjában, amikor az egyik stabil középhátvéd kivált a Dinamóból, megnyílt Jedvaj az útja a felnőttcsapathoz. A horvát élvonalban 2013. február 10-én, az NK Osijek ellen debütált, kezdőként. A mindössze 17 éves Tin ettől kezdve stabilan a kezdőcsapatban kapott helyet. 2013 áprilisában a Cibalia Vinkovci ellen megszerezte első gólját - ez a találat három pontot ért a csapatnak. A Dinamóval a szezon végén megszerezték a bajnoki címet, majd júliusban elnyerték a horvát szuperkupát is.

### AS Roma
A fiatal tehetséget - aki iránt a Tottenham is élénken érdeklődött - 2013 nyarán a nagy múltú AS Roma szerződtette le 5 millió euróért cserébe. A rendkívül magas átigazolási díj ellenére Jedvajjal nem számoltak a farkasok felnőttcsapatában, az itt töltött egy idény alatt mindössze 2-szer kapott játéklehetőséget a "nagyok között".

A Róma ifjúsági csapatával az olasz ifjúsági bajnokság (Campionato Nazionale Primavera) negyeddöntőjéig jutott.

### Bayer Leverkusen
2014 nyarán Jedvaj a német első osztályban szereplő Bayer Leverkusen csapatához került kölcsönbe. A gyógyszergyáriaknál egy augusztusi német kupa mérkőzésen debütált, majd pár nappal később szerepet kapott a København elleni Bajnokok ligája selejtezőn is. Teljesítménye meggyőzte az edző Roger Schmidtet, aki ezután rendre a kezdőcsapatban számolt vele, általában jobbhátvéd pozícióban.

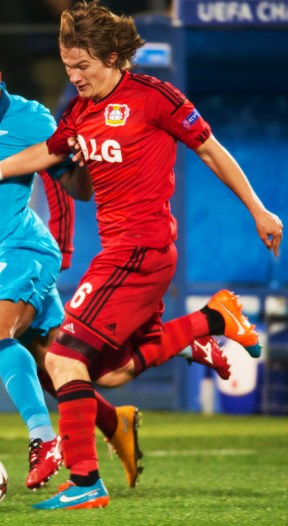
Jedvaj (2014)

 A Bundesligában augusztus 23-án, a Borussia Dortmund elleni első fordulós rangadón debütált. A Hertha elleni második fordulós mérkőzésen hamar a középpontba került: előbb öngólt szerzett, majd nem sokkal később ő is egalizált. A harmadik fordulóban pedig egy erős, a felső kapufáról bepattanó lövéssel megszerezte önmaga második és a Bayer Leverkusen történetének 2000. német élvonalbeli gólját. A Bajnokok ligája csoportkörében szeptemberben, az AS Monaco ellen debütált, ezután szerepet kapott még a Zenit elleni mérkőzéseken is. Az októberi, Magdeburg elleni őrült, büntetőrúgással megnyert német kupa mérkőzésen Jedvaj értékesítette saját tizenegyesét.

2015 januárjában a Leverkusen 6,5 millió euróért véglegesen megvette a még mindig csak 19 éves Jedvaj játékjogait.

## Válogatottság
Jedvaj több horvát korosztályos válogatottnak is tagja volt, ám nem szerepelt velük egy kontinenstornán sem.

A Bayer Leverkusenben 2014 őszén berobbanó Jedvaj mindössze 18 évesen meghívót kapott a horvát felnőtt válogatottba. 2014. szeptember 4-én debütált a nemzeti tizenegyben egy Ciprus ellen barátságos mérkőzésen. 2016-ban tagja lett a franciaországi Európa-bajnokságra utazó horvát keretnek.

## Sikerek, díjak

### Csapat
- Horvát bajnoki cím (Dinamo Zagreb, 2012-13)
- Horvát szuperkupa (Dinamo Zagreb, 2013)

### Egyéni
- Az év legjobb fiatal horvát játékosa (Bayer Leverkusen, 2014)

### Válogatott
- Világbajnoki ezüstérem (Horvát válogatott, 2018-as világbajnokság)